# Glasbena akademija v Zagrebu
Glasbena akademija (izvirno hrvaško Muzička akademija u Zagrebu), s sedežem v Zagrebu, je fakulteta, ki je članica Univerze v Zagrebu.